# Leonnori
Leonnori (en grec antic: Λεωννώριος, llatí: Leonnorius) va ser un dels caps dels gals que van envair Macedònia i els països adjacents. Quan Brennus va avançar cap a Macedònia i Grècia l'any 279 aC, Leonnori i Lutari, amb 20.000 homes, es van dirigir a Tràcia, on van assolar la regió a la vora de l'Hel·lespont. Els bizantins els van haver de pagar tribut, i els gals es van apoderar de Lisimaquea.
Leonnori va anar a Bizanci on va demanar els mitjans per passar a l'Àsia i mentre Lutari va capturar alguns vaixells amb els quals va poder transportar totes les seves forces a través de l'Hel·lespont.
Leonnori era encara a Bizanci quan el rei Nicomedes I de Bitínia va demanar el seu suport en una guerra que mantenia contra un germà i contra Antíoc I Soter, rei selèucida, i va acceptar pagar a les tropes de Lutari i de Leonnori i donar-los els mitjans per travessar a l'Àsia (278 aC). Leonnori va passar a Bitínia on se suposa que va ajudar a Nicomedes contra el seu germà Zipetes i va participar en expedicions a diverses zones. Els gals va estar-se un temps per l'Àsia Menor fins que es van establir al territori que va prendre el nom de Galàcia. El nom de Leonnori no torna a aparèixer després de creuar a Àsia.